# Barrierd
Barrierd (バリヤード Bariyādo), hay còn có tên tiếng Anh là Mr. Mime, là một loài Pokémon trong nhượng quyền thương mại thương hiệu Pokémon của Nintendo và Game Freak. Sáng tạo bởi Ken Sugimori, Barrierd lần đầu xuất hiện trong trò chơi điện tử Pokémon Red và Blue và các phần sau đó, sau đó xuất hiện trong nhiều hàng hóa khác nhau, tựa đề spinoff và phim hoạt hình và bản in chuyển thể của thương hiệu nhượng quyền thương mại. Barrierd được lồng tiếng Nhật bởi Yūji Ueda và trong tiếng Anh, nhân vật ban đầu được lồng tiếng bởi Kayzie Rogers và hiện tại là Michele Knotz.
Được biết đến với cái tên Pokémon Rào chắn, Barrierd có năng khiếu nghệ thuật bắt chước từ nhỏ và khi trưởng thành, chúng có khả năng tạo ra các vật thể vô hình như tường và các rào cản khác. Trong anime, một Barrierd xuất hiện sớm với tư cách là Pokémon giúp việc cho Hanako, mẹ của nhân vật chính Satoshi, trong khi các con Pokémon cùng loài khác được biểu diễn như là Pokémon giải trí hoặc nấu ăn. Trong manga Pokémon Adventures, khả năng của nó được sử dụng để tạo ra các phòng đào tạo, và bao quanh toàn bộ thành phố với một rào cản để ngăn chặn sự tiếp cận từ thế giới bên ngoài.
Ngoại hình của Barrierd đã bị chỉ trích nặng nề bởi các nguồn như 1UP.com do thiết kế hình người của nó, cũng như để kết hợp các khía cạnh nhận thức tồi tệ nhất của mimes và chú hề. Tuy nhiên, thiết kế của nhân vật cũng đã được các nguồn khác khen ngợi so với các nhân vật hàng loạt phổ biến hơn.

## Thiết kế và đặc điểm
Barrierd là một trong 151 loài Pokémon ở vùng Kanto được nhóm phát triển nhân vật của Game Freak nghĩ ra và được Ken Sugimori hoàn thiện cho thế hệ đầu tiên của trò chơi Pocket Monsters Red và Green (tên quốc tế: Pokémon Red và Blue). Ban đầu nó được gọi là "Barriered" trong tiếng Nhật, nhưng khi Nintendo quyết định cho các loài Pokémon khác nhau "tên mô tả và thông minh" liên quan đến ngoại hình hoặc tính năng của chúng khi dịch trò chơi cho phương Tây như một phương tiện để làm cho các nhân vật trở nên dễ hiểu hơn với trẻ em Mỹ, nhân vật đã được đổi tên thành "Barrierd", dựa trên ngoại hình và hành vi nam tính của nó, và cái tên vẫn tồn tại bất chấp việc loài này có giống cái trong các trò chơi sau này.
Xuất hiện như một sinh vật nhân hóa, nó có một đầu màu hồng với đôi má đỏ và màu xanh, tóc xoăn, một vòng, cơ thể màu trắng với một đốm đỏ ở giữa, cánh tay ánh sáng màu hồng và chân được kết nối với cơ thể của mình bằng hình cầu màu đỏ, trắng, bàn tay năm ngón và bàn chân màu xanh cong lên ở đầu. Bàn tay của nó được mô tả bằng bốn ngón tay và một ngón tay cái đối nghịch, với đầu ngón tay lớn hơn và các chấm đỏ ở mặt dưới của nó. Tuy nhiên, nó chỉ có ba ngón tay trên mỗi bàn tay cho đến khi Pokémon Ruby và Sapphire phát hành.
Barrierd có năng khiếu bắt chước từ nhỏ, nhưng khi trưởng thành, chúng có khả năng tạo ra các vật thể vô hình bằng cách phát ra năng lượng từ ngón tay và rung nhẹ đầu ngón tay để làm cứng không khí xung quanh và tạo thành một bức tường. Rào cản được tạo ra theo cách này có thể đẩy lùi các cuộc tấn công khắc nghiệt, và các cử chỉ và chuyển động của nó có thể thuyết phục người theo dõi rằng một cái gì đó không thể nhận ra thực sự tồn tại; một khi điều này đạt được, mục nhận thức sẽ thành hiện thực. Barrierd rất tự hào về hành động kịch câm của nó, và sẽ tát mạnh vào bất cứ ai làm gián đoạn nó trong khi bắt chước. Barrierd có dạng tiền thân là Manene, tiến hóa khi bắt chước các Pokémon khác.

## Xuất hiện

### Trong trò chơi điện tử
Trong loạt trò chơi điện tử, Barrierd có thể có được từ một giao dịch trong trò chơi trong Pokémon Red và Blue, và Pokémon FireRed và LeafGreen. Nó xuất hiện trong một số phần tiếp theo, bao gồm Pokémon Gold và Silver, Pokémon Diamond và Pokémon HeartGold và SoulSilver. Trong Pokémon Diamond và Pearl, Barrierd có được một hình thức tiền tiến hóa mới, Mime Jr., phát triển khi lên cấp trong khi biết Mimic di chuyển. Trong Pokémon Sword và Shield, Barrierd đã nhận được một dạng Galar thuộc hệ Tâm linh/Băng, có một sự tiến hóa dành riêng cho khu vực, Barikōru, phát triển thông qua việc tăng cấp. Thủ lĩnh nhà thi đấu Natsume sử dụng một Barrierd trong mọi trò chơi mà cô ấy xuất hiện ngoại trừ Pokémon Yellow, trong đó cô ấy không có Barrierd. Trong Pokémon Diamond và Pearl, Elite Four Goyō cũng sở hữu một Barrierd.
Bên ngoài các bộ trò chơi điện tử chính, loài Pokémon này đã xuất hiện trong Pokémon Mystery Dungeon, các trò chơi Pokémon Ranger và PokéPark Wii: Pikachu's Adventure. Trong Pokémon Stadium 2, Barrierd đóng vai chính trong minigame của riêng mình có tên là "Barrier Ball". Bóng Poké xuất hiện trên sân và bằng cách sử dụng Rào chắn của Barrierd, hãy gửi các quả bóng Poké cho người chơi khác.
Barrierd cũng xuất hiện trong Pokémon Go, nhưng là một Pokémon khu vực chỉ có thể bắt được ở châu Âu.

### Trong các phương tiện truyền thông khác
Trong anime, một Barrierd sống cùng Hanako. Nó làm việc nhà cho cô ấy để đổi lấy phòng và bảng. Satoshi ăn mặc như một Barrierd để truyền cảm hứng cho một Barrierd thực sự, người làm việc cho một rạp xiếc. Hanako biết về điều này, vì vậy khi một Barrierd hoang dã đến cửa và muốn ăn trưa, cô nghĩ đó là Satoshi đang hóa trang và cho nó thức ăn. Khi Satoshi thực sự xuất hiện, vẫn mặc trang phục, cô ấy khá bối rối, nhưng cuối cùng, cô quyết định giữ Barrierd là Pokémon giúp việc của cô ấy. Nó chỉ nghe Hanako, và nếu có ai khác, kể cả Satoshi, ra lệnh cho nó, hoặc yêu cầu nó làm gì đó, nó thường sẽ bỏ qua. Không rõ Hanako có thực sự bắt được Barrierd hay không, vì cô không bao giờ cầm Bóng chứa Pokécủa nó. Khi Satoshi và những người bạn của cậu trở về Thị trấn Masara sau hành trình tại Quần đảo Orange, phim tiết lộ rằng Takeshi và Barrierd đã trở nên khá cạnh tranh về các nhiệm vụ gia đình trong khi hai người họ đang ở chung nhà với Hanako.
Trong manga Pokémon Adventures, Barrierd lần đầu tiên được nhìn thấy dưới sự kiểm soát của Natsume, tạo ra một Màn hình Ánh sáng để phong tỏa toàn bộ Thành phố Saffron. Cũng chính Barrierd đã được nhìn thấy một lần nữa trong cuộc đối đầu với thủ lĩnh nhà thi đấu, sử dụng sức mạnh bắt chước của nó để bẫy Tsukushi và đánh bại Heracros của anh ta. Barrierd cũng đã xuất hiện dưới quyền sở hữu của Crystal và có khả năng tạo ra những bức tường và căn phòng vô hình, giống như Barrierd của Natsume. Nó tạo ra một phòng huấn luyện cho Ruby và Sapphire và Emerald để dạy cho Pokémon của chúng những chiêu tuyệt vời như Bộc Phá Lửa Thiêu, Đại Bác Thủy Lực và Đại Thực Vật.
Barrierd xuất hiện trong bộ phim Pokémon: Thám tử Pikachu, nhân vật bị thẩm vấn bởi Pikachu (lồng tiến bởi Ryan Reynolds) và Tim Goodman (Justice Smith).

## Tiếp nhận
Kể từ khi xuất hiện trong nhượng quyền thương mại Pokémon, Barrierd đã nhận được sự đón nhận chung. 1UP.com đã đặt tên cho Barrierd là "Pokémon đáng sợ nhất" trong thương hiệu nhượng quyền thương mại, nói rằng "Ông Mime [Barrierd] khiến bạn lắc đầu và đặt câu hỏi về thực tế mà chúng ta thực sự trú ngụ. Pokémon chắc chắn là con người hề vũ trụ không phát sinh trong bất kỳ vũ trụ thông thường nào." Trong một phân tích của một bài báo trên 1UP FM, những người dẫn chương trình đã đồng ý với tuyên bố này, mô tả anh ta là gớm ghiếc và "hơi giống Krusty the Clown... điều... không đúng". Retronauts tuyên bố tương tự, gọi nó là "con chó đáng sợ" và Pokémon này không nên là một phần của bộ truyện do sự xuất hiện của con người một cách trắng trợn, mô tả thêm về nó là "mọi thứ đều sai với mimes [Barrierd] và chú hề". GamesRadar đặt tên cho nó là một trong những "Pokémon chạy trốn" nhất trong sê-ri, mô tả nó là "chỉ... đáng sợ", trích dẫn cụ thể hình dạng hình người và cánh tay lơ lửng của nó. Tuy nhiên, họ cũng lưu ý rằng trong khi một trong những nhân vật kỳ lạ hơn trong truyện, nó cũng là một trong những nhân vật nổi tiếng hơn. Biên tập viên IGN "Pokémon of the Day Chick" đã bày tỏ sự không thích nhân vật của cô ấy trong nhiều bài báo, mô tả nó là một "sự ghê tởm" và nói đùa rằng các nhà thiết kế đã sử dụng ma túy khi họ tạo ra nó. Biên tập viên Carolyn Gudmundson của GamesRadar đã liệt kê "hình người" là một trong những thiết kế Pokémon được sử dụng nhiều nhất, liệt kê Barrierd và Rougela là hai trong số những ví dụ "khét tiếng nhất".
Tuy nhiên, thay vào đó, các nguồn khác cũng đã ca ngợi ngoại hình của nhân vật. Cuốn sách 'Văn hóa và địa điểm chơi game ở Châu Á-Thái Bình Dương (Gaming Cultures and Place in Asia-Pacific) đã bảo vệ thiết kế của Barrierd. Đề xuất Sugimori đã phát triển nó cùng với Rougela dựa trên sự hài hước của heta-uma (một thuật ngữ có nghĩa là xấu/tốt), cuốn sách lưu ý thiết kế dao động giữa hai cực tốt và xấu, và kết quả là mang đến sự đa dạng trong trò chơi và mời sự xem xét kỹ lưỡng từ người chơi. Coventry Evening Telegraph cũng ca ngợi thiết kế của nó, nói rằng nhân vật này "thú vị hơn" so với các Pokémon thường thấy hơn như Zenigame. Vai trò của Barrierd trong Thám tử Pikachu cũng được khen ngợi. Trong một cuộc phỏng vấn với GameSpot, nam diễn viên chính [của bộ phim] Justice Smith đã tiết lộ rằng cảnh thẩm vấn Mr. Mime [Barrierd] là một trong những nhân vật yêu thích của ông. Patricia Hernandez của Polygon tuyên bố rằng "Ông Mime [Barrierd] thực tế ăn cắp chương trình" và "kết thúc ở một trong những cảnh hay nhất của toàn bộ bộ phim".